# Minamiuonuma
Minamiuonuma (Japans: 南魚沼市, Minamiuonuma-shi) is een stad in de prefectuur Niigata in Japan. De stad is 584,82 km² groot, heeft 62.414 inwoners (2007). Minamiuonuma wordt doorsneden door de rivier Uono. In deze stad is de Internationale Universiteit van Japan gehuisvest.

## Geschiedenis
De stad Minamiuonuma werd op 1 november 2004 gevormd uit de gemeentes Muika en Yamata. Op 1 oktober 2005 is de stad Shiozawa opgegaan in Minamiuonuma.

## Cultuur
Minamiuonuma ligt in een vallei in een bergachtig deel van de Niigata prefectuur en staat bekend als Sneeuwland in verband met de zware sneeuwval in de winter. Ten noorden van de stad liggen de Echigo-Sanzan bergen eb ten zuiden van Minamiuonuma ligt het skiresort Yuzawa.
In en rond de stad liggen acht skigebieden en vele onsen (warmwaterbronnen) waardoor dit gebied een populaire bestemming is in de winter.
Rond de stad liggen vele rijstvelden; Minamiuonuma behoort tot de belangrijkste rijstproducerende gebieden van Japan.

## Verkeer
Minamiuonuma ligt aan de Jōetsu-Shinkansen en aan Jōetsu-lijn van East Japan Railway Company, station Urasa naar Niigata en Tokio Centraal Station.
Minamiuonuma ligt aan de Kanetsu-autosnelweg en aan de autowegen 17, 253, 291 en 353.

## Internationale Universiteit van Japan
De Internationale Universiteit van Japan (国際大学, Kokusai Daigaku of IUJ) is een private, door het Japanse ministerie van onderwijs erkende universiteit die is opgericht in 1982. Het was de eerste universiteit in Japan waar alle cursussen volledig in het Engels worden geven. De IUJ heeft opleidingen tot master in internationale ontwikkeling, internationale vredesstudies, internationale relaties, en tot MBA in bedrijfseconomie en e-business.